# Малый Барышок
Малый Барышок— село в Сурском районе Ульяновской области в составе Никитинского сельского поселения.

## География
Находится у реки Барыш на расстоянии примерно 19 километров по прямой на северо-восток от районного центра поселка Сурское.

## История
С 1780 года село Малой Барышок, при реке Суре, помещичьих крестьян, в Котяковском уезде Симбирского наместничества.
С 1796 года — в Карсунском уезде Симбирской губернии.
В 1859 году село Малый Барышок во 2-м стане Карсунского уезда Сибирской губернии, имелась церковь.
В 1864 году прихожанами был построен новый деревянный храм. Престолов в нём два: главный (холодный) — во имя Живоначальные Троицы и в приделе (теплый) — во имя Святителя и Чудотворца Николая. Прихожан в с. Малом Барышке (н. р.) в 132 дворах жило: 418 м. и 458 ж. Начальная школа существует с 1874 года.
В 1913 году в селе было дворов 179, жителей 1056 и Троицкая церковь (не сохранилась) с училищем.
В 1930 году в селе был организован колхоз «Путь правды». В 50-е годы вошел в состав колхоза «За коммунизм» (Выползово). В 1960 году колхоз «За коммунизм» вошёл в состав Конезавода № 84 (с. Выползово, с. Малый Барышок). В 1977 году происходит реорганизация больших совхозов. На месте отделения образовался совхоз «Бутурлинский», названный так в честь ученого-орнитолога А.С. Бутурлина.
В 1984 году совхоз «Бутурлинский» становится подсобным хозяйством Ульяновского автомобильного завода.
В 2002 году подсобное хозяйство АвтоУАЗ «Бутурлинский» было реорганизовано в ООО «Бутурлинское», как отделение.
В 1990-е годы работала ферма ООО «Бутурлинское».

## Население
Население составляло 33 человека в 2002 году (русские 73%), 5 по переписи 2010 года.